# ثلاثي السكاريد

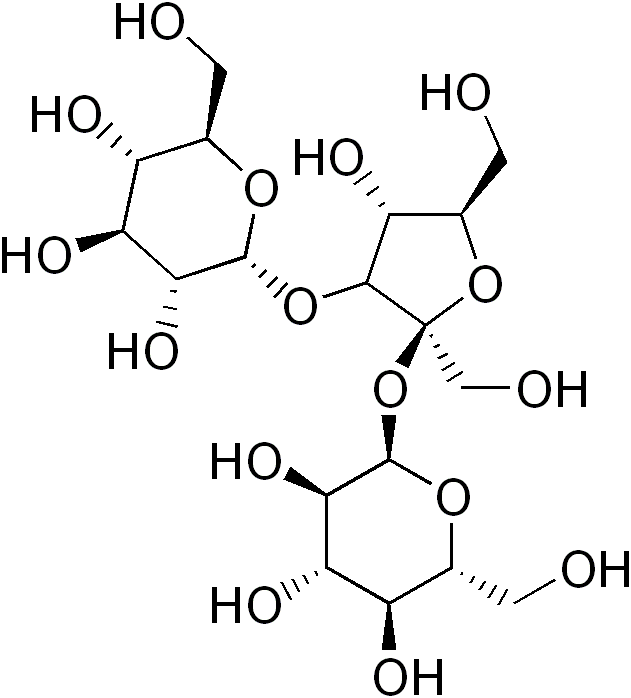

ثلاثي السكاريد (بالإنجليزية: Trisaccharide)‏ أو السكريات الثلاثية هي سكريات قليلة التعدد تتكون من ثلاثة من  السكريات الأحادية مع رابطين غليكوسيدية تربط بينهما. على غرار السكريات الثنائية، يمكن تكوين كل رابطة غليكوسيدية بين أي مجموعة هيدروكسيل على مركبات السكريات الأحادية. حتى لو كانت جميع السكريات المكونة الثلاثة متماثلة (على سبيل المثال، الجلوكوز)، فإن مجموعات الروابط المختلفة (الكيمياء التسجيلية) والكيمياء الفراغية (ألفا أو بيتا) ينتج عنها السكريات الثلاثية التي هي أيزومرات ثنائية الأبعاد ذات خصائص كيميائية و  فيزيائية مختلفة.